# كسوف الشمس 25 أكتوبر 2041
سيحدث كسوف حلقي للشمس يوم الجمعة 25 أكتوبر 2041. يحدث كسوف الشمس عندما يمر القمر بين الأرض والشمس ، وبالتالي يحجب صورة الشمس كليًا أو جزئيًا عن مشاهد على الأرض. يحدث الكسوف الحلقي للشمس عندما يكون القطر الظاهري للقمر أصغر من قطر الشمس ، مما يحجب معظم ضوء الشمس ويتسبب في أن تبدو الشمس وكأنها حلقة . يظهر الخسوف الحلقي على شكل كسوف جزئي فوق منطقة من الأرض يبلغ عرضها آلاف الكيلومترات.

## الصور
مسار متحرك

## الخسوفات ذات الصلة

### كسوف الشمس 2040-2043
هذا الكسوف هو جزء من سلسلة كسوف الشمس 2040-2043. يتكرر الكسوف في كل 177 يومًا تقريبًا و 4 ساعات في العقد المتناوبة من مدار القمر.
| مجموعات سلسلة كسوف الشمس من 2040 إلى 2043 | مجموعات سلسلة كسوف الشمس من 2040 إلى 2043   | مجموعات سلسلة كسوف الشمس من 2040 إلى 2043 | مجموعات سلسلة كسوف الشمس من 2040 إلى 2043 | مجموعات سلسلة كسوف الشمس من 2040 إلى 2043 |
| ----------------------------------------- | ------------------------------------------- | ----------------------------------------- | ----------------------------------------- | ----------------------------------------- |
| عقدة تصاعدية                              | عقدة تصاعدية                                |                                           | عقدة تنازلية                              | عقدة تنازلية                              |
| 119                                       | مايو 11, 2040 جزئي                          | 124                                       | نوفمبر 4, 2040 حلقي                       |                                           |
| 129                                       | أبريل 30, 2041 كلي                          | 134                                       | أكتوبر 25, 2041 حلقي                      |                                           |
| 139                                       | أبريل 20, 2042 [الإنجليزية] كلي             | 144                                       | أكتوبر 14, 2042 [الإنجليزية] حلقي         |                                           |
| 149                                       | أبريل 9, 2043 [الإنجليزية] كلي (غير مركزي ) | 154                                       | أكتوبر 3, 2043 حلقي (غير مركزي )          |                                           |

### ساروس 134
وهي جزء من دورة ساروس 134 وتتكرر كل 18 سنة و 11 يوماً وتحتوي على 71 حدثاً.
- بدأت السلسلة بكسوف جزئي للشمس في 22 يونيو 1248.
- وهي تحتوي على كسوف كلي من 9 أكتوبر 1428 حتى 24 ديسمبر 1554
- وخسوفًا هجينًا من 3 يناير 1573 حتى 27 يونيو 1843
- وخسوفًا حلقيًا من 8 يوليو 1861 حتى 21 مايو 2384.
- تنتهي السلسلة عند العضو 71 ككسوف جزئي في 6 أغسطس 2510.

كانت أطول مدة الكلية هي دقيقة واحدة و 30 ثانية في 9 أكتوبر 1428. تحدث جميع الكسوفات في هذه السلسلة عند العقدة الهابطة للقمر.
| أعضاء السلسلة 32-48 تحدث بين 1801 و 2100: | أعضاء السلسلة 32-48 تحدث بين 1801 و 2100: | أعضاء السلسلة 32-48 تحدث بين 1801 و 2100: |
| 32                                        | 33                                        | 34                                        |
| ----------------------------------------- | ----------------------------------------- | ----------------------------------------- |
| يونيو 6, 1807                             | يونيو 16, 1825                            | يونيو 27, 1843                            |
| 35                                        | 36                                        | 37                                        |
| يوليو 8, 1861                             | يوليو 19, 1879                            | يوليو 29, 1897                            |
| 38                                        | 39                                        | 40                                        |
| أغسطس 10, 1915 [الإنجليزية]               | أغسطس 21, 1933 [الإنجليزية]               | سبتمبر 1, 1951 [الإنجليزية]               |
| 41                                        | 42                                        | 43                                        |
| سبتمبر 11, 1969 [الإنجليزية]              | سبتمبر 23, 1987 [الإنجليزية]              | أكتوبر 3, 2005                            |
| 44                                        | 45                                        | 46                                        |
| أكتوبر 14, 2023                           | أكتوبر 25, 2041                           | نوفمبر 5, 2059 [الإنجليزية]               |
| 47                                        | 48                                        |                                           |
| نوفمبر 15, 2077 [الإنجليزية]              | نوفمبر 27, 2095 [الإنجليزية]              |                                           |

### سلسلة اينكس
هذا الكسوف هو جزء من دورة اينكس طويلة الأمد ، يتكرر عند العقد المتناوبة ، كل 358 شهرًا سينوديًا (≈ 10571.95 يومًا ، أو 29 عامًا ناقص 20 يومًا).
مظهرها وخط طولها غير منتظمين بسبب عدم التزامن مع الشهر غير الطبيعي (فترة الحضيض). ومع ذلك ، فإن مجموعات 3 دورات اينكس (87 سنة ناقص شهرين) تقترب (≈ 1،151.02 شهرًا غير طبيعي) ، لذا فإن الكسوف متشابه في هذه المجموعات.قالب:Solar Inex series 2012 November 13
| أعضاء سلسلة اينكس بين عامي 1901 و 2100: | أعضاء سلسلة اينكس بين عامي 1901 و 2100:  | أعضاء سلسلة اينكس بين عامي 1901 و 2100: |
| --------------------------------------- | ---------------------------------------- | --------------------------------------- |
| يناير 14, 1926 [الإنجليزية] (ساروس 130) | ديسمبر 25, 1954 [الإنجليزية] (ساروس 131) | ديسمبر 4, 1983 [الإنجليزية] (ساروس 132) |
| نوفمبر 13, 2012 (ساروس 133)             | أكتوبر 25, 2041 (ساروس 134)              | أكتوبر 4, 2070 [الإنجليزية] (ساروس 135) |
| سبتمبر 14, 2099 (ساروس 136)             |                                          |                                         |

### دورة ميتونيك
تتكرر السلسلة ميتونيك كل 19 عامًا (6939.69 يومًا) ، وتستمر حوالي 5 دورات. يحدث الكسوف في نفس تاريخ التقويم تقريبًا. بالإضافة إلى ذلك ، تتكرر سلسلة أكتون الفرعية 1/5 من ذلك أو كل 3.8 سنوات (1387.94 يومًا). تحدث جميع الكسوفات في هذا الجدول عند العقدة الصاعدة للقمر.
| 21 eclipse events between يونيو 1, 2011 and يونيو 1, 2087 | 21 eclipse events between يونيو 1, 2011 and يونيو 1, 2087 | 21 eclipse events between يونيو 1, 2011 and يونيو 1, 2087 | 21 eclipse events between يونيو 1, 2011 and يونيو 1, 2087 | 21 eclipse events between يونيو 1, 2011 and يونيو 1, 2087 |
| مايو 31 – يونيو 1                                         | مارس 19–20                                                | يناير 5–6                                                 | أكتوبر 24–25                                              | أغسطس 12–13                                               |
| 118                                                       | 120                                                       | 122                                                       | 124                                                       | 126                                                       |
| --------------------------------------------------------- | --------------------------------------------------------- | --------------------------------------------------------- | --------------------------------------------------------- | --------------------------------------------------------- |
| يونيو 1, 2011                                             | مارس 20, 2015                                             | يناير 6, 2019 [الإنجليزية]                                | أكتوبر 25, 2022                                           | أغسطس 12, 2026                                            |
| 128                                                       | 130                                                       | 132                                                       | 134                                                       | 136                                                       |
| يونيو 1, 2030                                             | مارس 20, 2034 [الإنجليزية]                                | يناير 5, 2038                                             | أكتوبر 25, 2041                                           | أغسطس 12, 2045                                            |
| 138                                                       | 140                                                       | 142                                                       | 144                                                       | 146                                                       |
| مايو 31, 2049 [الإنجليزية]                                | مارس 20, 2053 [الإنجليزية]                                | يناير 5, 2057 [الإنجليزية]                                | أكتوبر 24, 2060 [الإنجليزية]                              | أغسطس 12, 2064 [الإنجليزية]                               |
| 148                                                       | 150                                                       | 152                                                       | 154                                                       | 156                                                       |
| مايو 31, 2068 [الإنجليزية]                                | مارس 19, 2072 [الإنجليزية]                                | يناير 6, 2076 [الإنجليزية]                                | أكتوبر 24, 2079 [الإنجليزية]                              | أغسطس 13, 2083 [الإنجليزية]                               |
| 158                                                       | 160                                                       | 162                                                       | 164                                                       | 166                                                       |
| يونيو 1, 2087 [الإنجليزية]                                |                                                           |                                                           | أكتوبر 24, 2098 [الإنجليزية]                              |                                                           |

## روابط خارجية
- www.solar-eclipse.de - متوسط التغطية السحابية والمدن على طول مسار الكسوف
- http://eclipse.gsfc.nasa.gov/SEplot/SEplot2001/SE2038Jan05A. GIF
- http://eclipse.gsfc.nasa.gov/SEplot/SEplot2001/SE2038Jul02A. GIF